# Karl-Heinz Bechmann
Karl-Heinz Bechmann (* 7. Februar 1944 in Herten) ist ein ehemaliger deutscher Fußballspieler. Der Offensivspieler hat für die Vereine FC Schalke 04 und Alemannia Aachen von 1963 bis 1970 in der Fußball-Bundesliga insgesamt 143 Ligaspiele absolviert und zehn Tore erzielt.

## Karriere

### Schalke 04, bis 1967
Der Jugendfreund und spätere Trauzeuge von Reinhard „Stan“ Libuda wurde im Jahr 1962 mit Freund „Stan“ in die Jugendnationalmannschaft des DFB berufen. Im Länderspiel am 31. März 1962 gegen England (0:1) debütierte Bechmann in der Jugendnationalmannschaft. Der Angriff war besetzt mit Libuda, Wolfgang Overath, Rainer Waberski, Bechmann und Horst Wild. Im April nahm er mit der DFB-Auswahl am UEFA-Juniorenturnier in Rumänien mit den drei Gruppenspielen gegen Portugal (1:1), Belgien (1:1) und Rumänien (0:3) teil. In seinem fünften und letzten Jugendländerspiel am 23. Juni in Augsburg gegen die Schweiz (3:1) erzielte er zwei Tore. Zur letzten Runde der alten erstklassigen Fußball-Oberliga West, 1962/63, bekamen die vorherigen Jugendspieler Bechmann, Libuda und Willi Kraus einen Vertrag für die Oberligaelf. Zusätzlich wurden noch Horst Mühlmann, Friedel Rausch und Walter Rodekamp verpflichtet. Am dritten Spieltag, den 2. September 1962, debütierte Bechmann bei einem 4:2-Heimerfolg gegen Borussia Mönchengladbach in der Oberliga West. Schalke war im Angriff im damaligen WM-System mit Libuda, Waldemar Gerhardt, Willi Koslowski, Werner Ipta und Bechmann aufgelaufen. Der Debütant erzielte einen Treffer und erreichte in der gesamten Runde 20 Einsätze, in denen er sechs Treffer beim Belegen des 6. Ranges erzielte. Schalke wurde aus der West-Oberliga neben dem 1. FC Köln, Borussia Dortmund, Meidericher SV und Preußen Münster für die ab 1963/64 startende Leistungskonzentration der Bundesliga nominiert.
Die Schalker verstärken mit den Neuzugängen Günther Herrmann, Hans-Georg Lambert (beide vom Karlsruher SC), Klaus Matischak (Viktoria Köln) und den Eigengewächsen Uwe Kleina und Harald Klose den Spielerkader für die Bundesliga. Dabei war es bei dem Karlsruher „Doppelpack“ nicht mit rechten Dingen zugegangen, da auch für den KSC-Reservisten Lambert die erlaubte Höchstsumme mit 50.000 DM als Ablöse bezahlt wurde. Um Nationalspieler Herrmann unter allen Umständen zu bekommen, wurde die Aktion mit Lambert durchgeführt. Schalke wurde wegen Verstoßes gegen das neue Lizenzspielerstatut angeklagt und zum Abzug von vier Punkten am Ende der Saison verurteilt. Da war die Bundesliga noch nicht einmal angepfiffen. In zweiter Instanz wurde das Urteil aber aufgehoben. Da auch noch im Frühjahr 1964 vor dem Landgericht in Essen der Prozess gegen Schalker Präsidiumsmitglieder wegen unerlaubter Zahlungen aus einer „schwarzen Kasse“ an die Vertragsspieler der Oberliga-Ära, wo die Gelder unter anderem durch nicht abgerechnete Eintrittskarten und mit Hilfe von „Stundung“ der Vergnügungssteuer durch die Stadt verfügbar wurden, war die völlige Konzentration auf die sportliche Herausforderung durch die Bundesliga, in Schalke nicht wirklich gegeben. Die Mannschaft von Trainer Georg Gawliczek startete aber dennoch am 24. August 1963 mit einem 2:0-Heimerfolg gegen den VfB Stuttgart in die Runde. Der Angriff war mit Libuda, Herrmann, Koslowski, Bechmann und Gerhardt aufgelaufen. Nach der Hinrunde belegte Schalke mit 20:10 Punkten hinter Tabellenführer 1. FC Köln den 2. Rang. In der Rückrunde brach „Königsblau“ mit 9:21 Punkten aber völlig ein und beendete mit 29:31 Punkten die erste Runde in der Bundesliga. Trainer Gawliczek wurde am 25. April 1964 entlassen und durch Fritz Langner ersetzt. Bechmann war in zehn Ligaspielen aufgelaufen. Mit dem Präsidentenwechsel von Georg König hin zur „Legende“ Fritz Szepan wurden auch nicht die Zeichen der Zeit durch die Bundesliga erkannt, es war keine Entscheidung die hilfreich zur Bewältigung der Probleme auf dem Weg zur Professionalität war. Der eigentliche Absturz stand aber noch bevor: In der Saison 1964/65 belegte Schalke 04 mit 22:38 Punkten den letzten Tabellenplatz. Bechmann hatte seine persönliche Bilanz zwar auf 19 Einsätze mit einem Treffer ausbauen können, aber das Abschneiden der Mannschaft um die Nationalspieler Willi Schulz, Hans Nowak, Günther Herrmann, Willi Koslowski und Reinhard Libuda war völlig misslungen. Mittelstürmer Matischak war zu Werder Bremen gewechselt, mit Torhüter Gyula Toth, Heinz Crawatzo und Werner Grau vervollständigte Schalke den Kader. Der drohende Abstieg hatte schon während der Rückrunde dafür gesorgt, dass die hochkarätigen Spieler den Angeboten anderer Vereine gerne Gehör schenkten. Mit ganzem Herzen waren diese Schalker am Ende nicht mehr bei der Sache.
In das dritte Bundesligajahr, 1965/66, gelangte die „Knappen-Elf“ lediglich durch den Zwangsabstieg von Hertha BSC und die anschließende Aufstockung auf 18 Vereine. Vor Rundenbeginn verlor Schalke prominente Spieler wie Schulz, Egon Horst, Gerhardt, Koslowski, Libuda und Nowak und konnte die Lücken überwiegend nur mit dem 1860-Reservist Alfred Pyka, Amateurnationalspieler Gerhard Neuser, Regionalligaspieler wie Heinz Pliska und Amateurspieler wie Klaus Fichtel und Josef Elting (Torhüter, eigene Amateure) auffüllen. Die gesamte Runde stand im Zeichen des Kampfes gegen den Abstieg und geprägt durch die Auswärtsschwäche von 5:29 Punkten in 17 Spielen. Die Grundlage des Klassenerhaltes erreichten Bechmann und Kollegen mit imponierenden 22:12 Heimpunkten. Das „Entscheidungsspiel“ fand am 32. Spieltag, den 14. Mai 1966, vor 36.000 Zuschauern in der heimischen Glückauf-Kampfbahn gegen den Vorletzten Borussia Neunkirchen statt. Bechmann brachte in der 75. Minute die „Knappen“ mit 1:0 in Führung, Manfred Kreuz gelang in der 85. Minute der Treffer zum 2:0-Endstand. Mit der Stammelf um Elting, Fichtel, Hans-Jürgen Becher, Rausch, Pyka, Pliska, Herrmann, Neuser, Kreuz, Bechmann und Klose glückte der Klassenerhalt. Bechmann hatte in 22 Einsätzen drei Tore erzielt. Im vierten Jahr, 1966/67, wird es aber auch nicht besser: Wieder kämpft der letztmalige deutsche Meister des Jahres 1958 permanent um den Abstieg und erreicht den Klassenerhalt mit 30:38 Punkten auf dem 15. Rang. Bechmann hatte dazu in 24 Ligaspielen mit drei Toren seinen Beitrag geleistet. Zur nächsten Runde 1967/68 schloss er sich dem Bundesligaaufsteiger Alemannia Aachen an.

### Aachen und Wattenscheid, 1967 bis 1972
Er gehörte 1967/68 auf dem Tivoli unter Trainer Michael Pfeiffer mit 31 Einsätzen und drei Toren zusammen mit Gerhard Prokop (Torhüter), Erwin Hermandung, Rolf Pawellek, Josef Thelen, Erwin Hoffmann, Josef Martinelli, Herbert Gronen, Karl-Heinz Krott, Heinz-Gerd Klostermann, Hans-Jürgen Ferdinand und Horacio Troche der Stammelf der Schwarz-Gelben an, welche mit 34:34 Punkten den 11. Rang erreichte.
Für Alemannia Aachen absolvierte Bechmann in drei Runden (1967/68 bis 1969/70) insgesamt weitere 68 Bundesligaspiele (3 Tore) und wurde mit dem Verein in der Saison 1968/69 deutscher Vize-Meister hinter Bayern München.
1970 wechselte er zur SG Wattenscheid 09 in die zweitklassige Fußball-Regionalliga West, wo er nach 30 Ligaeinsätzen (4 Tore) im Sommer 1972, im besten Fußball-Alter von 27 Jahren wegen einer Meniskusverletzung und Kreuzbänderbeschädigung, seine höherklassige Laufbahn beendete.
Dem Fußball blieb der Gelsenkirchener als Trainer jedoch treu. Mit der BG Schwerin schaffte er zum Beispiel dreimal in Folge den Aufstieg bis in die Verbandsliga. Auch am Erler Forsthaus war er aktiv. Besonders am Herzen lag dem ehemaligen Bundesligaspieler jedoch der Nachwuchs. Von 1990 bis 1994 war er C-Jugendtrainer beim FC Schalke 04.